# Pomník Oľgy Trebitschové
Pomník Oľgy Trebitschové je národní kulturní památka Slovenské republiky, nacházející se v bratislavské městské části Staré Mesto na ulici Panenská č. 11 na nádvoří Georgievitsova paláce.
Za národní kulturní památku byl vyhlášen 23. října 1963. Pomník dal postavit bankéř Dionýz Trebitsch na památku své manželky, operní zpěvačky Oľgy Trebitschové (1887 – 1919) po její smrti. Byl postaven v roce 1921 nebo 1922 a jeho autorem je bratislavský sochař Alojz Rigele. Pomník zobrazující operní zpěvačku v životní velikosti je vyroben z bílého mramoru. Po bocích jsou umístěny dva sloupy s reliéfními vyobrazeními alegorií zpěvu a hudby, na jejich vrcholu se nacházejí nádobky na květiny.
Od roku 1931 patří pomník městu Bratislava, v tomto roce ho totiž městu daroval sám manžel Olgy Trebitschové. Město následně přemístilo pomník z Panenské ulice do sadu Janka Kráľa v Petržalce. V roce 2002 ho však museli odstranit – byl totiž značně zničen, na jeho špatném stavu se podepsali vandalové. Po zrestaurování byl umístěn na své původní místo na Panenské ulici.